# ريان جاكسون
ريان جاكسون (بالإنجليزية: Ryan Jackson)‏ (31 يوليو 1990 في المملكة المتحدة - ) هو لاعب كرة قدم بريطاني في مركز الدفاع. شارك مع منتخب إنجلترا لكرة القدم C ‏. أما مع النوادي، فقد لعب مع كامبريدج يونايتد وماكليسفيلد تاون ونادي غيلينغهام ونيوبورت كونتي وإيه أف سي ويمبلدون وفليتوود تاون.

## وصلات خارجية
- ريان جاكسون على موقع قاعدة بيانات كرة القدم.إي يو (الإنجليزية)
- ريان جاكسون على موقع Soccerbase.com (لاعب) (الإنجليزية)
- ريان جاكسون على موقع Soccerway.com (الإنجليزية)